# Willow Bay
Willow Bay (Nova Iorque, 28 de Dezembro de 1963) é uma apresentadora de televisão estadunidense, no entanto, mais conhecida por ser esposa do CEO da Walt Disney Company, Robert Iger.

## Biografia
Kristine Carlin Bay nasceu em Nova Iorque nos anos 60, em uma família destinada ao sucesso, já que sua irmã Kathryn desde cedo se tornou uma modelo da Ford Models, e acabou por conseguir incluí-la em anúncios de comésticos e na revista Seventeen.
Posteriormente, Willow conseguiu um emprego na televisão, como correspondente do Today, e outros dois em revistas diferentes, a Entertainment Weekly e a revista Fortune. Um pouco adiante, Bay se tornou co-apresentadora do Good Morning America e correspondente das edições do final de semana de World News. Entre 1991 e 1998 ela apresentou o NBA Inside Stuff, ao lado de Ahmad Rashad. Logo após, ela se tornou âncora do CNN NewsStand na CNN e apresentadora especial do MSNBC Live durante 2005 e 2006. Atualmente, Bay é editora do jornal Huffington Post.
Durante sua carreira na televisão, Willow também fez algumas investidas como atriz, atuando em Hang Time e The Wayne Brady Show, e no filme Win a Date with Tad Hamilton!.

## Carreira
- 2006 MSNBC Live
- 1998 CNN NewsStand
- 1998 NBA Inside Stuff
- 1997 Good Morning America